# Liste der Monuments historiques in Trédias
Die Liste der Monuments historiques in Trédias führt die Monuments historiques in der französischen Gemeinde Trédias auf.

## Liste der Objekte
| Bezeichnung                                                              | Beschreibung                          | Standort                       | Kennzeichnung | Schutzstatus | Datum | Bild |
| ------------------------------------------------------------------------ | ------------------------------------- | ------------------------------ | ------------- | ------------ | ----- | ---- |
| Taufbecken                                                               | Stein, 16. Jahrhundert                | in der Kirche St-Pierre (Lage) | PM22001301    | Classé       | 1965  |      |
| Kelch                                                                    | Silber, bezeichnet 1650               | in der Kirche St-Pierre (Lage) | PM22001302    | Classé       | 1965  |      |
| Beichtstuhl                                                              | Holz, 1782 oder 1785                  | in der Kirche St-Pierre (Lage) | PM22002727    | Inscrit      | 1978  |      |
| Gemälde Mariä Himmelfahrt                                                | Ölfarbe auf Leinwand, 18. Jahrhundert | in der Kirche St-Pierre (Lage) | PM22002728    | Inscrit      | 1978  |      |
| Kanzel mit Tafelgemälden                                                 | Holz, Farbe auf Holz, 1806            | in der Kirche St-Pierre (Lage) | PM22004737    | Inscrit      | 1998  |      |
| Ziborium                                                                 | Silber, gemarkt 1852                  | in der Kirche St-Pierre (Lage) | PM22004738    | Inscrit      | 1998  |      |
| Skulptur Heilige Eurelia von Trédias                                     | Holz, farbig gefasst, 17. Jahrhundert | in der Kirche St-Pierre (Lage) | PM22002726    | Inscrit      | 1978  |      |
| Gemälde Auflistung der Gefallenen für die Revolution und das Kaiserreich | Farbe auf Holz, 19. Jahrhundert       | in der Kirche St-Pierre (Lage) | PM22003427    | Inscrit      | 1983  |      |
| Altarglöckchen                                                           | Metall, 17. oder 18. Jahrhundert      | in der Kirche St-Pierre (Lage) | PM22004956    | Inscrit      | 2002  |      |